# Animatismus
Animatismus je víra v oživující či animující neosobní sílu, která podle etnologa Roberta R. Marreta představuje prvotní formu náboženství. Marret tuto koncepci představil ve svém díle The Threshold of Religion z roku 1909 a animatismus chápal jako předcházející animismu, víře v duše a duchovní bytosti, která byla první formou náboženství podle Edwarda B. Tylora. Ve stejném roce antropolog Arnold van Gennep ve svém díle Les rites de passage představil obdobný koncept, který označoval jako dynamismus, z řeckého dynamis „síla“. Síla která oživovala  různé jevy v animatistických a dynamistických představách měla být stejnorodá, ale nediferencovaná a neindividualizovaná, a tak odlišná od pozdějších představ duší a duchů, a Marret ji přirovnal k elektřině. Z důvodu, že tato fáze měla předcházet animatismu, se někdy označuje také jako preanimismus, což je termín který Marret užil již v roce 1900.
Přestože hypotéza o animatistické fázi náboženského myšlení byla populární, setkala se postupně, stejně jako animistická hypotéza, s odmítnutím, protože je chápána jako zjednodušující, závislá na problematickém pojmu „nadpřirozena“ a dobové dichotomii mezi „primitivními“ a „civilizovanými“ lidmi. Marretovo dílo navíc částečně vycházelo z práce Roberta H. Condringtona The Melanesians (1895), která popularizovala koncept zvaný mana, který měl být neosobní nadpřirozenou silou animatismu. Proto se někdy také také tato víra označuje jako manaismus. Mana byla postupně různými badateli přirovnána k algonkinskému manitou, irokézskému orenda, hinduistickému brahma, nebo římskému numen a imperium. Mana, stejně jako s ním spojované pojmy z jiných kulturních okruhů, nepředstavuje vždy „neosobní sílu“. Není tak popisována ani v Codringtonově díle, je vždy spojena s určitým duchem či jiným činitelem. Kromě toho se idea neosobní síly objevuje spíše ve vyvinutějších společnostech, například pasteveckých, spíše než v „primitivnějších“ společnostech lovců a sběračů.